# Astragalus esferayenicus
Astragalus esferayenicus es una especie de planta del género Astragalus, de la familia de las leguminosas, orden Fabales. 

## Hábitat
Es una pequeña planta leñosa que crece principalmente en el bosque templado.

## Distribución
Astragalus esferayenicus es una especie nativa del noreste de Irán.

## Taxonomía
Fue descrita científicamente por D. Podl. & A. R. Maassoumi, y publicado en Botanische Jahrbücher für Systematik 109: 262 en 1987.